# Лев (магистр оффиций)
Лев (лат. Leo) — римский политический деятель второй половины IV века.
Лев происходил из Паннонии. Приблизительно в 364 году он был заведующим денежным довольствием при магистре конницы Дагалайфе и принимал участие в организации выборов в императоры Валентиниана I. В 370 году Лев находился на посту нотария при викарии Рима Максимине, к которому был приставлен для суда над рядом сенаторов. В 371/372—375/376 годах он занимал должность магистра оффиций. В 374 году Лев интриговал против Секста Клавдия Петрония Проба, который тогда был префектом претория Италии, поскольку сам хотел стать на его место. После вступления на престол Грациана, Лев, очевидно, был отправлен в отставку.
Аммиан Марцеллин негативно отзывался о Льве. В частности, он писал, что тот
«занимался грабежом могил; зверская усмешка этого человека выдавала его жестокость, и не менее Максимина он жаждал человеческой крови».